# Свиня (рід)
Свиня́ (Sus) — рід ссавців з родини свиневих (Suidae) ряду оленеподібних (Cerviformes). До цього роду належить одомашнена форма свині дикої — одного з найвідоміших в Україні видів сільськогосподарських тварин (свиня свійська). Налічується 9 сучасних видів свиней.

## Назви
Свиня — один з найдавніших зоонімів, спільний для багатьох мов.
Інколи для роду вживають назву «кабан», проте остання — лише одна з назв одного з видів цього роду — свині дикої (Sus scrofa), або лише самців цього виду (як дикої форми, так і свійської).

## Морфологічна характеристика
Вони вкриті сіро-коричневим або чорним щетинистим волосяним покривом і характеризуються своїми рухливими мордами. Довжина тіла 80–200 см, довжина хвоста 15–40 см, висота в холці 30–110 см; маса тіла 20–320 кг. Тіло кремезне, ноги короткі. У них по чотири пальці на кожній нозі, причому найдовший, середній, використовується для ходьби.

## Поширення
Батьківщина свиней — Євразія, проте тепер свині (власне, вид Sus scrofa) розселені на всіх континентах, крім районів Арктики, Антарктиди, важкодоступних районів, деяких пустель і островів.

## Спосіб життя
Свині — всеїдні тварини, здатні харчуватися рослинами і тваринами (безхребетними, дрібними ссавцями, яйцями, падлом тощо). Свині не мають функціональних потових залоз, тому вони повинні охолоджуватися із зовнішнього джерела, як правило, води або бруду, коли це необхідно. Це також додає захист від комах і паразитів.

## Життєвий цикл
Вагітність триває 100–140 діб. Вага новонароджених: 500–1500 грам. Число дитинчат у виводку: 1—12, зазвичай 4—8. Вигодовування молоком триває 3–4 місяці. Статева зрілість настає у 8–10 місячному віці, але самиці не вступають у статеві зв'язки до 18-місячного віку. Середня тривалість життя: 10 років, максимальна — 27 років.

## Генетика
2n=38 у Sus scrofa domestica, 2n=36 у Sus scrofa scrofa, 2n=38 у Sus barbatus, 2n=34 у Sus cebifrons,

## Види

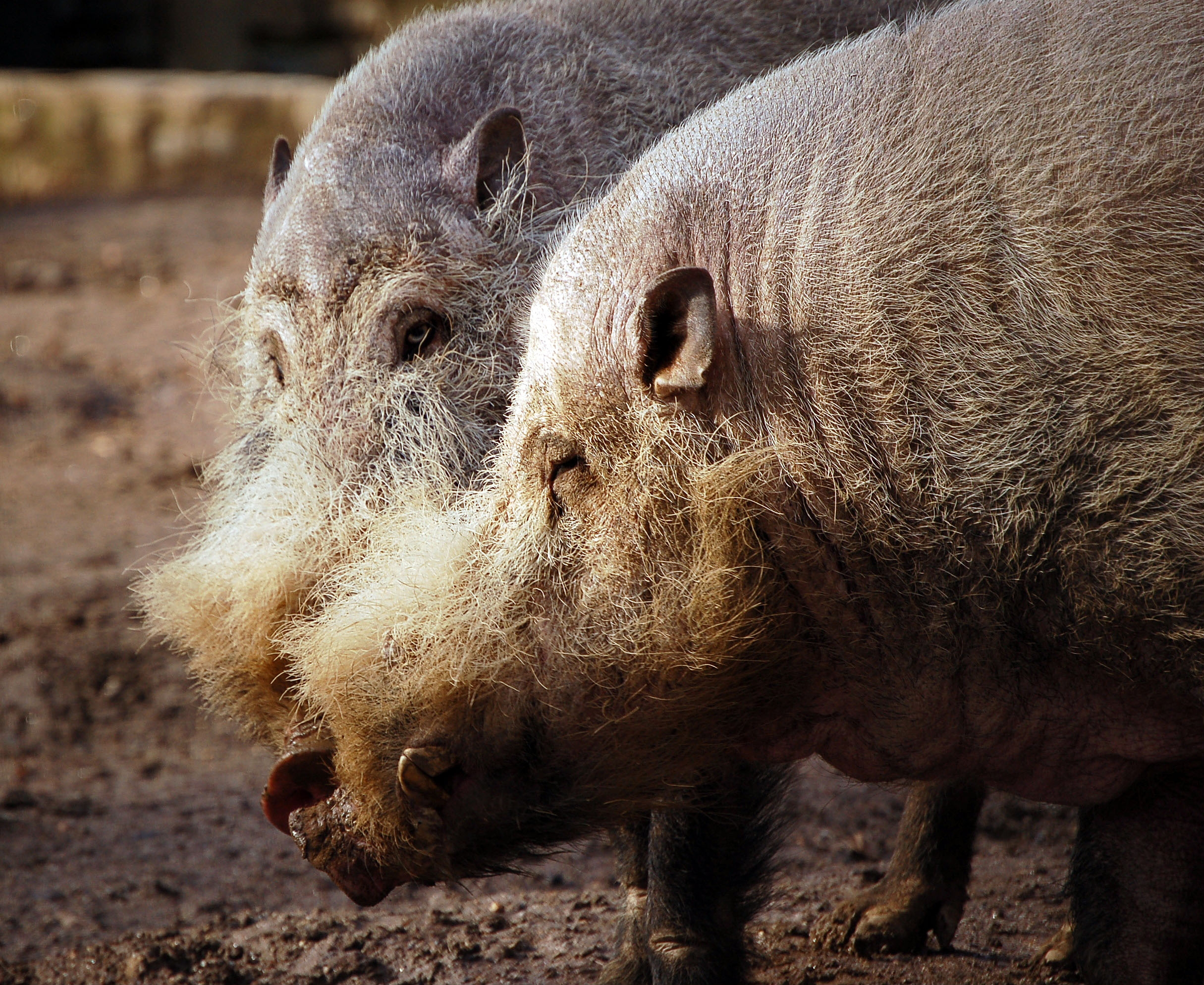
Свиня бородата (Sus barbatus)

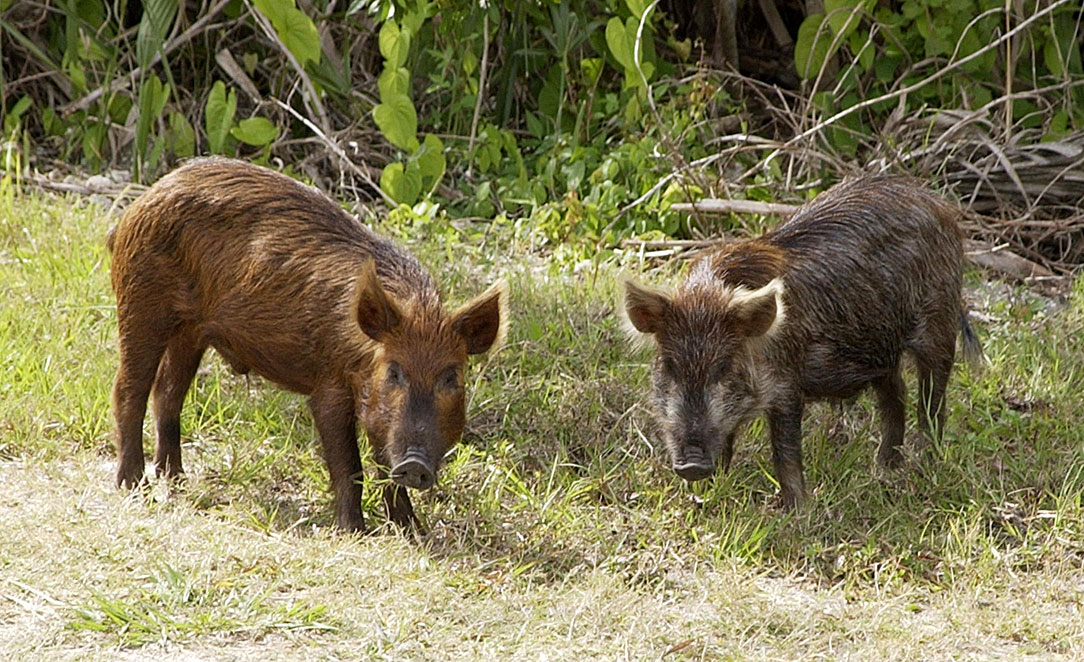
«Разорбеки» — здичавілі форми свині свійської (Sus scrofa domestica)

Рід включає 9 сучасних видів згідно з Mammal Diversity Database:
- Sus ahoenobarbus
- Sus barbatus — свиня бородата
- Sus cebifrons
- Sus celebensis
- Sus domesticus — свиня свійська
- Sus oliveri
- Sus philippensis
- Sus scrofa — свиня дика
- Sus verrucosus — свиня яванська

Окрім того, відомі такі вимерлі форми:
- †Sus australis
- †Sus bijiashanensis
- †Sus falconeri
- †Sus houi
- †Sus hysudricus
- †Sus jiaoshanensis
- †Sus liuchengensis
- †Sus lydekkeri
- †Sus offecinalis
- †Sus peii
- †Sus subtriquetra
- †Sus strozzi
- †Sus xiaozhu

## Свиня в релігії

### Іслам
Мусульманам свиня взагалі заборонена для вжитку її м'яса, адже в ісламі вона вважається нечистою твариною.

### Юдаїзм
В юдаїзмі, як і в ісламі, свиня заборонена для вжитку. Але не через те, що вона нечиста тварина, а через те, що це не жуйна тварина. А за правилами кашруту можна їсти м'ясо тільки тих тварин, які є жуйними і мають подвійні ратиці (а також вони обов'язково повинні бути забиті за правилами шехити).